# Alfa Romeo Sportut
De Alfa Romeo Sportut is een conceptauto van het Italiaanse autohuis Alfa Romeo uit 1997. De SUV is ontworpen door Bertone.
De Sportut werd gebaseerd op de Alfa Romeo 145 en werd gepresenteerd op de Autosalon van Genève in 1997. Tot op de dag van vandaag heeft Alfa Romeo nog geen SUV geproduceerd.